# 주한 베트남 대사관
주한 베트남 대사관(베트남어: Đại sứ quán Việt Nam tại Hàn Quốc / 大使館越南在韓國, Embassy of Vietnam in South Korea)은 베트남 정부가 대한민국 서울특별시에 설치된 대사관이다. 대사는 응우옌부뚱이다.

## 역사
- 1956년 : 대한민국이 같은 분단 국가였던 베트남 공화국(남베트남)과의 외교 관계 수립에 따라, 주한 월남 공화국 대사관이 개설됨
- 1975년 : 베트남이 공산주의식 남북 통일이 형성되면서, 남베트남은 자연히 멸망과 함께 외교 관계가 사실상 종료됨
- 1992년 12월 : 한국과 베트남의 국교 수립과 동시에 대사관 개설

## 기본 정보
- 주소 : 서울특별시 종로구 종로5길 58
- 관할 구역 : 대한민국 전 지역[A]
- 산하 영사관 : 없고, 광주와 안양에 명예 영사관을 둠
- 관광청 : 서울특별시 광진구 능동로 177

### 명예 영사관
- 주안양 베트남 명예총영사관 : 경기도 안양시 동안구 엘에스로 127
- 주광주 베트남 명예영사관 : 광주광역시 남구 중앙로 87

## 주요 업무
주요 업무로는 외교교섭, 경제협력 증진, 국가정보 및 관광정보 안내, 여권ㆍ입국사증 발급, 국가정보 및 관광정보 제공 등을 위주로 담당한다. 그리고 한국과 베트남 양국의 교역 규모로는 2009년을 기준으로 95억 달러의 규모에 달한다. 한국의 대 베트남 수출은 71억 500만 달러를, 수입은 23억 7,000만 달러로 이룬다. 수교 이래 교역량이 20배 증가하는 것 외에도, 베트남에 대한 직접 투자 규모도 역시 100배 이상 늘었다. 그래서 한국에서는 고용 허가제로 들어온 노동자와 결혼 이주자 등 약 10만명이 넘은 베트남인이 대한민국에 체류하고 있는 상태인 것으로 집계되었다.
또한 산하 기관으로는 통상 투자 촉진 업무를 전담하기 위한 베트남무역대표부와 베트남 산업인력 송출 관리를 담당하고 있는 노무관을 서울시내 별도의 장소에 따로 마련된다. 근무 시간은 매주 월~목요일 오전 9시부터 오후 5시 까지이며 점심 시간은 낮 12시 30분부터 오후 2시30이다.

## 역대 공관장
| 대수  | 성명                           | 임기            |
| ----- | ------------------------------ | --------------- |
| 제1대 | 응우옌푸빙(Nguyễn Phú Bình)    | 1993년 ~ 1997년 |
| 제2대 | 응우옌반쓰엉(Nguyễn Văn Xương) | 1997년 ~ 2001년 |
| 제3대 | 즈엉찡특(Dương Chính Thức)     | 2001년 ~ 2005년 |
| 제4대 | 팜띠엔번(Phạm Tiến Vân)        | 2005년 ~ 2010년 |
| 제5대 | 쩐쫑또안(Trần Trọng Toàn)      | 2010년 ~ 2013년 |
| 제6대 | 팜흐우찌(Phạm Hữu Chí)         | 2013년 ~ 2017년 |
| 제7대 | 응우옌부뚜(Nguyễn Vũ Tú)       | 2017년 ~ 2020년 |
| 제8대 | 응우옌부뚱(Nguyễn Vũ Tùng)     | 2020년 ~ 2024년 |
| 제9대 | 부호(Vũ Hồ)                    | 2024년 ~        |

## 같이 보기
- 대한민국-베트남 관계
- 주부산 베트남 총영사관
- 주베트남 대한민국 대사관